# Abena Osei-Poku
Abena Osei-Poku, née Abena Osei, est une banquière ghanéenne, directrice générale de la banque Ecobank Ghana et directrice régionale du groupe pour l’Afrique de l’Ouest anglophone.

## Biographie

### Origines et éducation
Née vers 1971 au Ghana, elle obtient, en 1994, un baccalauréat ès arts en économie et statistiques à l'Université du Ghana. Elle est aussi titulaire d'une maîtrise en administration des affaires de l’Université de Manchester au Royaume-Uni.

### Carrière
En 2002, sa carrière débute  à la Standard Chartered Bank où elle travaille pendant sept ans avant d'être transférée à la banque Barclays en 2009. Elle y devient directrice exécutive et cadre du Barclays Africa Group en Afrique du sud. En septembre 2018, elle remplace Patience Akyianu à la tête de cette banque au Ghana en tant que directrice générale,,. Présidente du conseil consultatif de la Faculté des sciences de la santé de l'Université du Ghana, elle est, de même, vice-présidente du conseil d'administration de la Bourse du Ghana et membre des conseils exécutifs de l'Association ghanéenne des banquiers.
Ancien membre du conseil d'administration de plusieurs institutions et entreprises ghanéennes, elle est nommée directrice générale et directrice régionale pour la région de l'Afrique de l'Ouest anglophone (AWA) du group Ecobank, en janvier 2024,,.